# Tam Phú (xã)
Tam Phú là một xã thuộc thành phố Tam Kỳ, tỉnh Quảng Nam, Việt Nam.
Xã Tam Phú có diện tích 16,12 km², dân số năm 2019 là 9.301 người, mật độ dân số đạt 577 người/km².